# Екатериновка (Симферопольский район)
Екатериновка (также Ново-Екатериновка, Джанкой; укр. Екатеринівка, крымскотат. Yekaterinovka, Екатериновка) — исчезнувшее село в Симферопольском районе Крыма, располагавшееся на северо-западе района, в степном Крыму, на правой стороне долины реки Тобе-Чокрак, примерно в 2,5 километрах к востоку от современного села Скворцово.

## История
Впервые в исторических документах деревня Джанкой, она же Ново-Екатериновка Камбарской волости Евпаторийского уезда, встречается в «Статистическом справочнике Таврической губернии. Ч.I-я. Статистический очерк, выпуск пятый Евпаторийский уезд, 1915 год», согласно которому в деревне числилось 15 дворов с русским населением без приписных жителей, но со 121 — «посторонним», из которых 61 мужчина и 60 женщин. 1 двор владел 1000 десятинами удобной земли, 14 — безземельные. В хозяйствах имелось 89 лошадей, 22 вола, 21 корова и 330 голов мелкого скота (на верстовке Крыма 1890 года на месте Екатериновки безымянные хутора к господскому двору).
После установления в Крыму Советской власти, по постановлению Крымревкома от 8 января 1921 года была упразднена волостная система и село включили в состав вновь созданного Сарабузского района Симферопольского уезда, а в 1922 году уезды получили название округов. 11 октября 1923 года, согласно постановлению ВЦИК, в административное деление Крымской АССР были внесены изменения, в результате которых был ликвидирован Сарабузский район и образован Симферопольский и село включили в его состав. Согласно Списку населённых пунктов Крымской АССР по Всесоюзной переписи 17 декабря 1926 года, в селе Ново-Екатериновка, Такил-Джабанакского сельсовета Симферопольского района, числилось 19 дворов, из них 16 крестьянских, население составляло 69 человек, из них 62 русских, 6 немцев, 1 записан в графе «прочие». Постановлением Президиума КрымЦИКа «Об образовании новой административной территориальной сети Крымской АССР» от 26 января 1935 года был создан Сакский район и село, вместе с сельсоветом, включили в его состав. Екатериновка ещё отмечена на двухкилометровке РККА 1942 года. В книге «Города и сёла Украины. Автономная Республика Крым. Город Севастополь. Историко-краеведческие очерки» содержится утверждение, что Екатериновка исчезла в послевоенное время.